# Sōfuku-ji (Nagasaki)

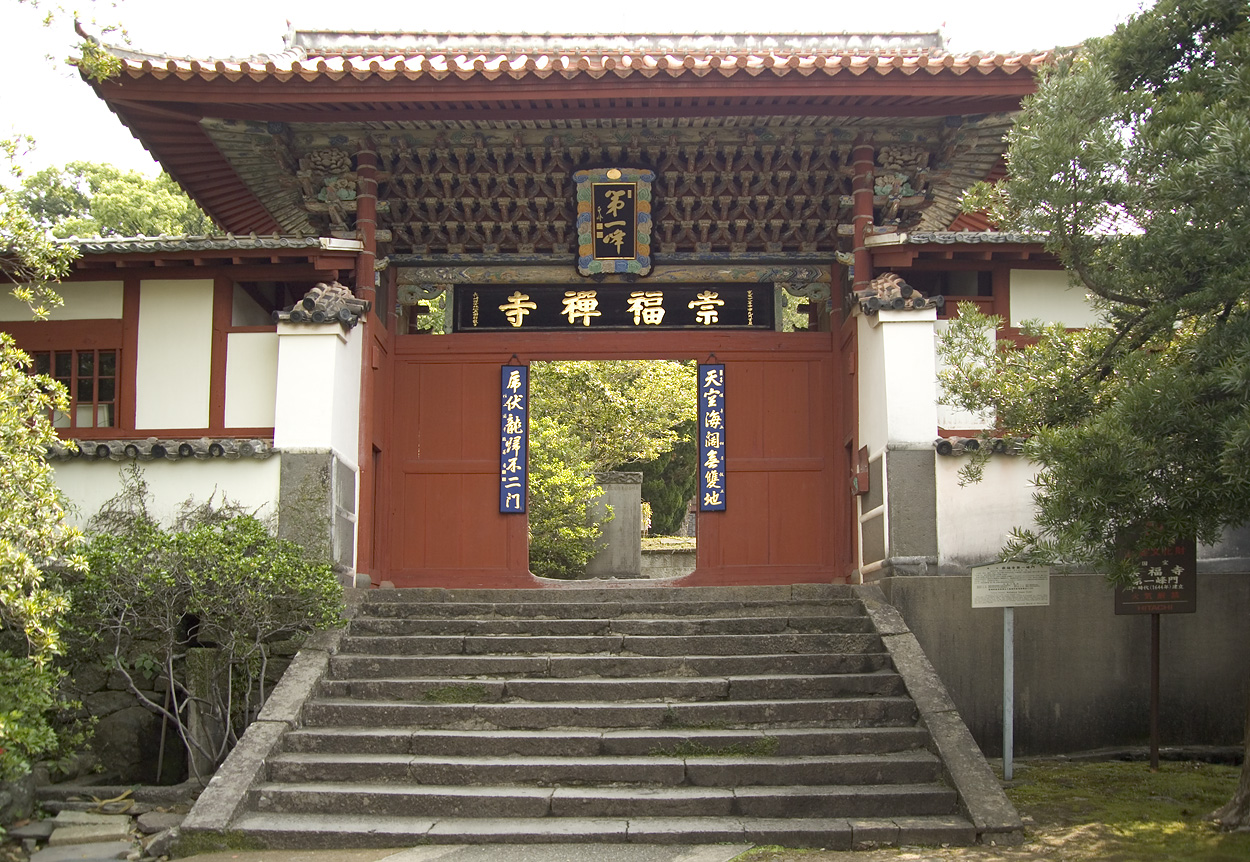
Le Daiippōmon, trésor national.

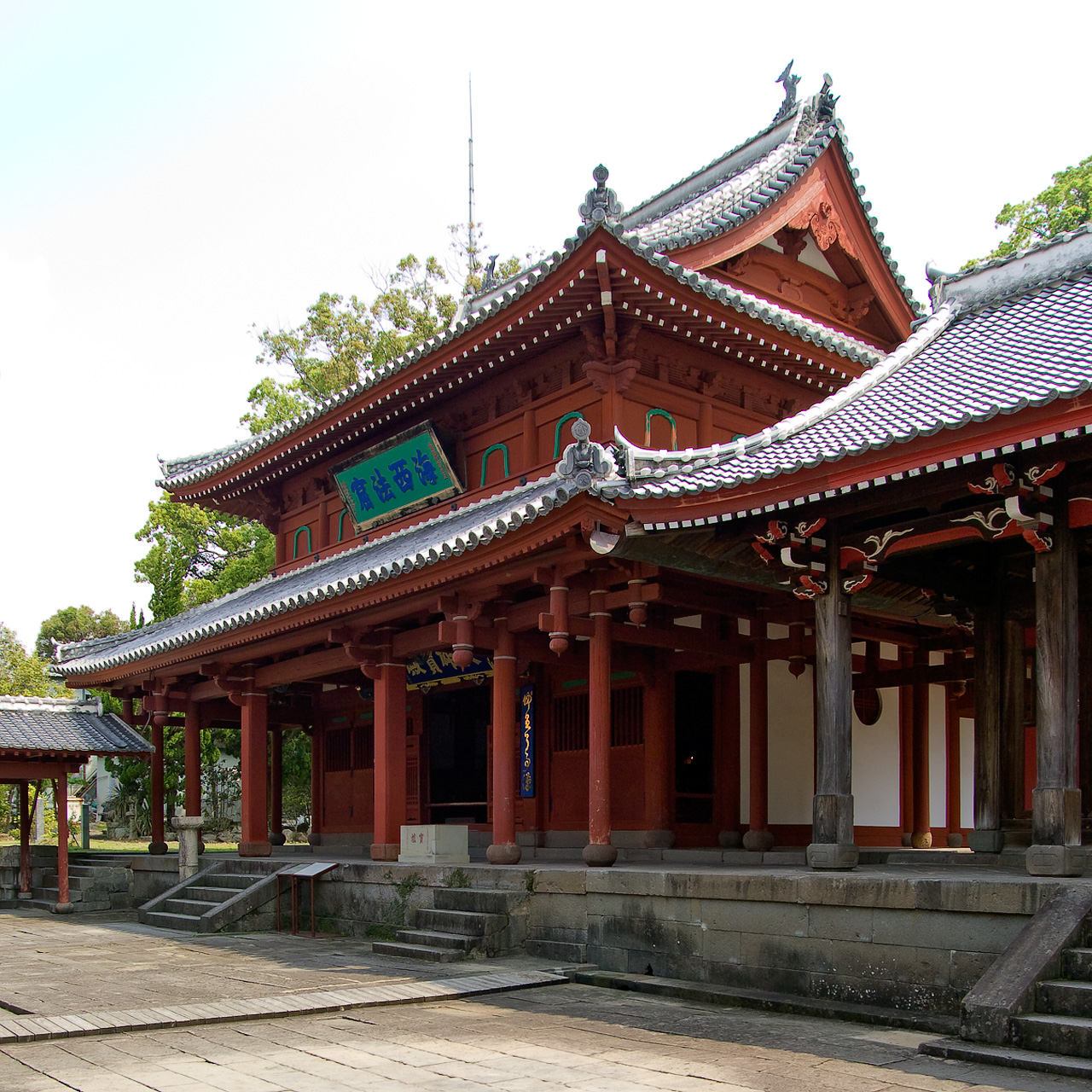
Le Daiyuhoden, trésor national.

Pour les articles homonymes, voir Sōfuku-ji.
Ne doit pas être confondu avec Shōfuku-ji (Nagasaki).
Sōfuku-ji (崇福寺) est un temple zen de l'école Ōbaku fondé par le moine chinois Chaonian en 1629 comme temple familial pour les Chinois de la province de Fujian qui s'étaient installés à Nagasaki.

## Description
Deux de ses bâtiments sont inscrits sur l'inventaire des monuments historiques japonais. La porte d'entrée rouge et d'autres ouvrages dans l'enceinte représentent de rares exemples de l'architecture du sud de la Chine durant la dynastie Ming. Mazu, la déesse de la mer, est vénérée dans le masodo de même que d'autres statues grandeur nature dans le bâtiment principal. Dans les jardins du temple se trouve un grand chaudron fait par le prêtre résident Qianhai pour cuisiner de la bouillie pour les gens qui mouraient de faim pendant la famine de 1681. Le festival chinois O-Bon se tient au temple du 26 au 28 juillet (du calendrier lunaire), avec des Chinois en provenance de tout le Japon pour participer au culte des ancêtres.

## Galerie d'images

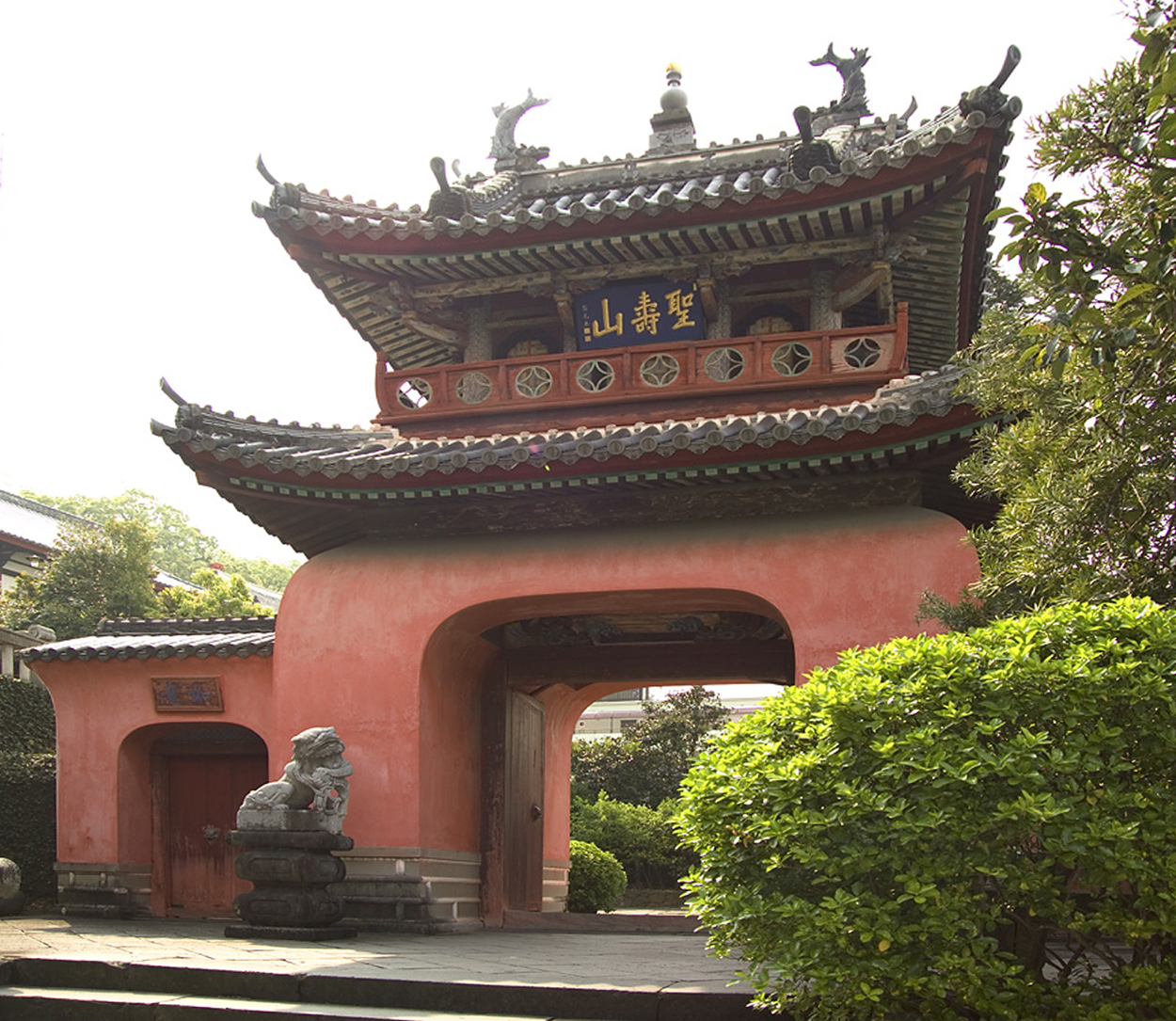
Sanmon.
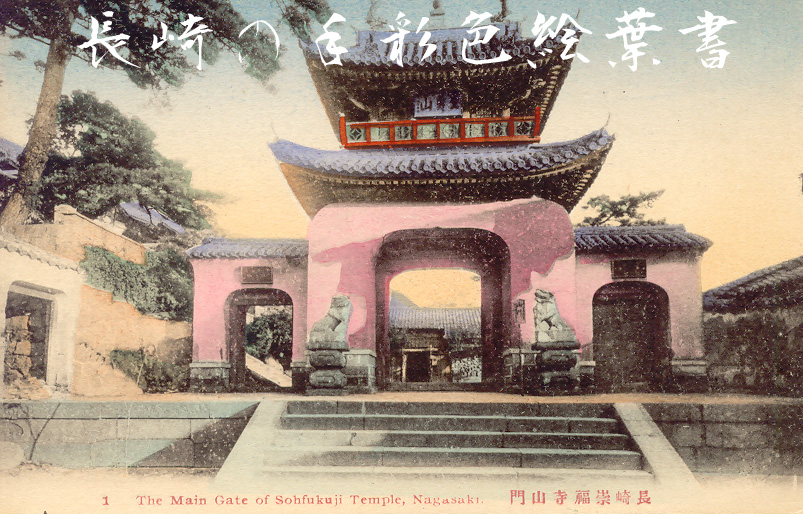
Porte (ère Taishō).
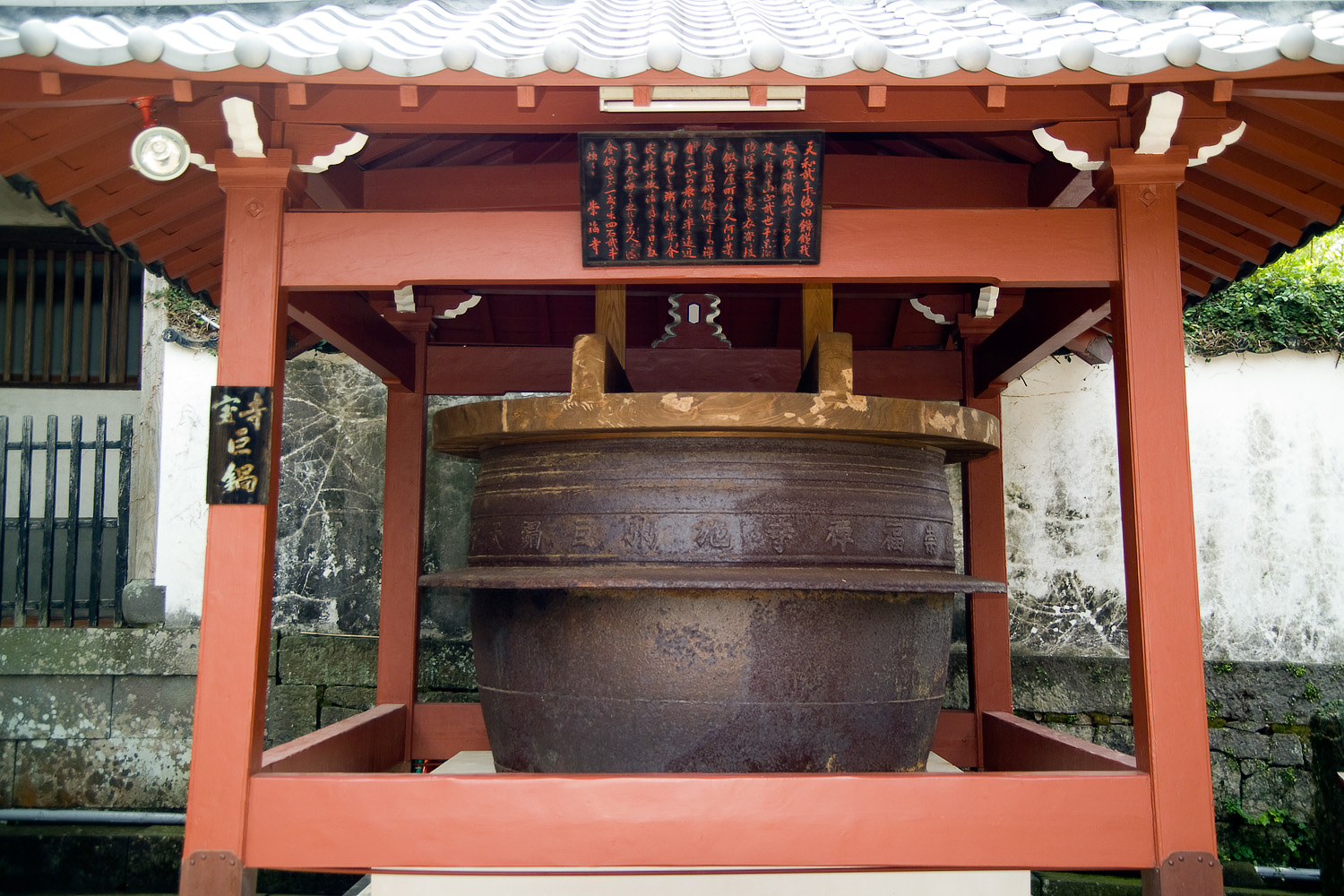
Grand chaudron.
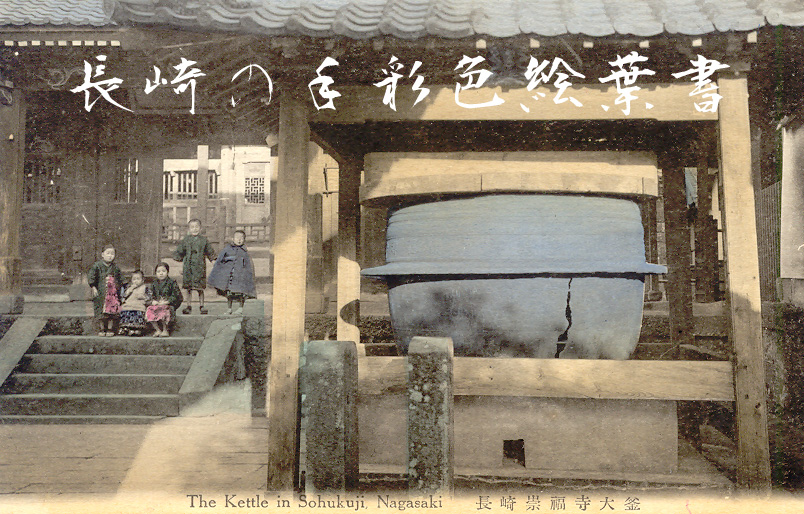
Grand chaudron (ère Taishō).